# Phaeosphaeria rousseliana
Phaeosphaeria rousseliana är en svampart som först beskrevs av Jean Baptiste Desmazières, och fick sitt nu gällande namn av L. Holm 1957. Phaeosphaeria rousseliana ingår i släktet Phaeosphaeria och familjen Phaeosphaeriaceae.  Arten är reproducerande i Sverige. Inga underarter finns listade i Catalogue of Life.